# بروتشتيب
بروتشتيب (بالمقدونية: Пробиштип) مدينة في جمهورية مقدونيا. عدد سكان البلدة يقارب 11 ألف نسمة.

## وصلات خارجية
- الصفحة الرسمية للحكومة المحلية
- صور بالأقمار الصناعية من غوغل